# Eurythoe karachiensis
Eurythoe karachiensis är en ringmaskart som beskrevs av Bindra 1927. Eurythoe karachiensis ingår i släktet Eurythoe och familjen Amphinomidae. Inga underarter finns listade i Catalogue of Life.